# 陈东东
陈东东（1961年—），上海人，中国诗人、作家。1961年生于上海。1984年上海师范大学中文系毕业。1981年开始写诗，投身先锋文化运动。 
曾任诗歌刊物《倾向》、《南方诗志》的主编；美国人文杂志《倾向》的诗歌编辑。1996-1998年刘丽安诗歌奖评委、1999-2000年安高诗歌奖评委。著有诗集：日文诗集《雨中的马》（1995，日本出版）、《海神的一夜》（1997）、《明净的部分》（1997）、《词的变奏》（1997）、《短篇.流水》（2000）、《夏之书.解禁书》（2011）、《導遊圖》（2013，台湾出版）和随笔集《黑镜子》（2013）。 与张耳共同编选出版英汉双语当代中国诗选《Another Kind Of Nation: An Anthology Of Contemporary Chinese Poetry》（2007）。

## 主要作品
- 《海神的一夜》（1997）
- 《明净的部分》（1997）
- 《短篇.流水》（2000）
- 《夏之书.解禁书》（2011）
- 《导游图》（2013）
- 《黑镜子》（2013）